# Маліха-аль-Аташ
Маліха-аль-Аташ (англ. Maliha al-Atash, араб. مليحة العطش) — поселення в Сирії, що складає невеличку друзьку общину в нохії Ізра, яка входить до складу мінтаки Ізра в південній сирійській мухафазі Дара.